# Deezbüll
Deezbüll (frisiska: Deesbel, danska: Dedsbøl) är en kyrkby i Kreis Nordfriesland i Tyskland med ungefär 1 000 invånare. Fram till 1950 var Deezbüll en politiskt självständig kommun, men sedan dess tillhör den Niebüll, och har på senare år vuxit ihop med denna och är dess sydvästliga del.
1769 hade byn 536 invånare och 148 hus, år 1900 hade den 562 invånare, år 1940 664 invånare och 1950 1 004 invånare.
Den är främst känd för sin romanskgotiska tegelkyrka. Det finns även ett frisiskt museum i byn. 1850 byggdes ett tornhus i byn, som målades av Carl-Ludwig Jessen och Hans Plutta.